# Сихарулидзе, Василий Владимирович
Василий Владимирович Сихарулидзе (1913 — неизвестно, Грузинская ССР) — советский хозяйственный, государственный и политический деятель, первый секретарь райкома имени 26-ти бакинских комиссаров в Тбилиси и Махарадзевского райкома партии, Грузинская ССР. Герой Социалистического Труда (1948).

## Биография
Родился в 1913 году на территории современной Грузии. После получения высшего образования трудился в различных советских учреждениях. Член ВКП(б). С середины 1930-х годов — первый секретарь райкома имени 26 комиссаров в Тбилиси. В феврале 1941 года в связи с 20-летием Грузинской ССР был награждён Орденом «Знак Почёта». В годы Великой Отечественной войны назначен первым секретарём Махарадзевского райкома партии. Занимался оборонными и мобилизационными мероприятиями, за что был удостоен награждения в 1944 году Орденом Ленина и в 1946 году — Орденом Отечественной войны 1 степени.
В послевоенные годы восстанавливал сельскохозяйственное производство в районе. В 1947 году обеспечил своей деятельностью перевыполнение плана в целом по району урожая кукурузы на 31,3 %. Указом Президиума Верховного Совета СССР от 21 февраля 1948 года удостоен звания Героя Социалистического Труда за «получение высоких урожаев кукурузы и пшеницы в 1947 году» с вручением ордена Ленина и золотой медали «Серп и Молот» (№ 846).
Этим же указом званием Героя Социалистического Труда были награждены председатель Махарадзевского райисполкома Дмитрий Илларионович Чейшвили, заведующий районным отделом сельского хозяйства Мизаил Илларионович Чануквадзе, главный агроном районного отдела сельского хозяйства Доментий Евстафьевич Мжавия и восемь тружеников различных колхозов Махарадзевского района.
За выдающиеся трудовые показатели в сельском хозяйстве в целом по району награждался в 1949 году третьим Орденом Ленина и в 1951 году — четвёртым Орденом Ленина.
Избирался депутатом Верховного Совета СССР 2-го и 3-го созывов, Верховного Совета Грузинской ССР 2-го созыва (1946—1951). Член ЦК КП Грузии в 1949—1952 годах.
В 1952 году исключён из партии за «противозаконные действия, провокационную болтовню и невыдержанность в быту» и осуждён по уголовной статье за «противозаконные действия, поборы с колхозов и провокационную болтовню».
В последующем работал в Управлении сельского хозяйства Совета Министров Грузинской ССР.
Дата его смерти не установлена (в апреле 1972 года занимался восстановлением утерянных наград).
Награды
- Герой Социалистического Труда
- Орден Ленина — четырежды (07.01.1944; 1948; 29.08.1949; 14.11.1951)
- Орден «Знак Почёта» (24.02.1941)
- Орден Отечественной войны 1 степени (24.02.1946)
- Медаль «За оборону Кавказа» (01.05.1944)